# ボー・エケルンド
ボー・エケルンド（Bo Daniel Ekelund、1894年7月26日 - 1983年4月1日）は、スウェーデンの陸上競技選手である。彼は1920年に開催されたアントワープオリンピックの走高跳で銅メダルを獲得した。

## 経歴
アントワープオリンピックの走高跳競技は、9つの国から22名の選手が参加して、8月15日と8月17日に開催された。エケルンドは15日に行われた予選で通過基準の1メートル80センチの跳躍に成功して、17日の決勝に進んだ。
決勝ではアメリカ合衆国代表のリッチモンド・ランドンが当時のオリンピック記録を更新する1メートル93.6センチで金メダルを獲得し、エケルンドはアメリカ合衆国代表のハロルド・マラーと同記録の1メートル90センチで並んだ。順位決定戦の結果、マラーが銀メダル、エケルンドは銅メダルを獲得することになった。
なお、彼は1928年にスウェーデンのスポーツ功労賞「Stora Grabbars Märke」（en:Stora Grabbars Märke）を創設している。